# Chlamida (ubiór)

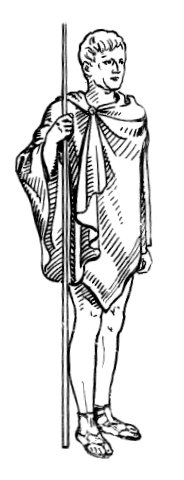

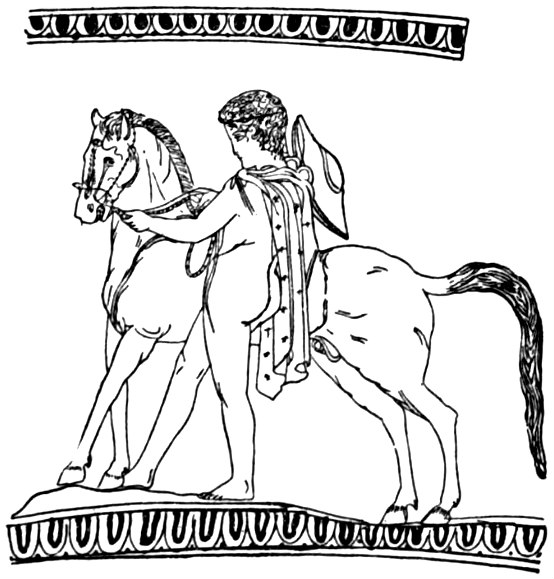
Chlamida jako strój tesalskiego jeźdźca

Chlamida (stgr. χλαμύς chlamýs) – wierzchni ubiór męski w starożytnej Grecji, rodzaj płaszcza pochodzenia macedońskiego lub tesalskiego.
Była to luźna, krótka (sięgająca do połowy uda) szata wkładana na chiton lub wprost na gołe ciało. Stanowił ją prostokątny płat materiału (najczęściej wełny) o dolnym boku zaokrąglonym, spinany broszą lub zapinką (fibulą) na prawym ramieniu lub z przodu, pod szyją (rzadziej z tyłu), a zakrywający ramię lewe. Przedni górny róg szaty umyślnie zaokrąglano dla uzyskania wijącej się spiralnie linii jej brzegu, co jest jedynym znanym przykładem przykrawania greckich ubiorów. Luźna i powiewna, zmuszała do noszenia pod spodem chitonu lub tuniki. Pozwalała na łatwe oswobodzenie lewego ramienia przez przesunięcie zapinki wokół szyi i barków.
Zapożyczona z północy, przyjęła się i rozpowszechniła w V wieku p.n.e. wraz z szerokoskrzydłym kapeluszem (petasos).
Chlamida była najczęściej koloru ciemnego, w dolnej części ozdobiona pasem o innej barwie; zawsze kontrastowała kolorystycznie z noszonym pod nią chitonem. Wykonana z grubej, ścisłej i sztywniejszej tkaniny, stwarzała też pewną ochronę nie tylko przed ciosami. Dlatego stanowiła niekrępujący ubiór żołnierzy (hoplitów, ale także jeźdźców), podróżnych oraz młodzieży, szczególnie efebów uprawiających ćwiczenia fizyczne. Od II wieku (na mocy rozporządzenia Heroda Attyka) ateńscy efebowie zobowiązani byli nosić białe chlamidy (wcześniej czarne). Od czasów Aleksandra Wielkiego zdobiona purpurowym pasem chlamida noszona też była przez królów w państwach hellenistycznych.
Przez całą starożytność była najpospolitszym płaszczem wojskowym. Spotykana nawet u żołnierzy Piłata, którzy wieńcząc Jezusa koroną cierniową, odziewają go w jedną ze swych szkarłatnych chlamid (Mt 27,28).